# Liste der Naturschutzgebiete in Oberhausen
Die Liste der Naturschutzgebiete in Oberhausen enthält die Naturschutzgebiete der kreisfreien Stadt Oberhausen in Nordrhein-Westfalen.

## Liste
| Schlüsselnr. | Gebietsname     | Fläche in ha | Bild            |
| ------------ | --------------- | ------------ | --------------- |
| OB-001       | Hiesfelder Wald | 409,5324     | Hiesfelder Wald |
| OB-002       | Sterkrader Wald | 80,7000      | Sterkrader Wald |
| OB-003       | Im Fort         | 31,4065      | Im Fort         |